# ElGamal署名
ElGamal署名（エルガマルしょめい）とは離散対数問題の困難性に基づく電子署名方式である。en:Taher ElGamalによって1984年に提案された。
この記事に書かれているElGamal署名がそのまま実際に使われることはあまりない。NISTが定めたElGamal署名の改良型であるDigital Signature Algorithm (DSA) が用いられることが多い。他にもElGamal署名の改良型が数多く提案されている (例えば, K. Nyberg and R. A. Rueppel)。また、同じくTaher ElGamalによって提案されたElGamal暗号と混同してはならない。
ElGamal署名では、安全でない通信路によって検証者が得たメッセージと署名の組から、検証者は署名者が送ったメッセージmの正当性を確認することができる。

## 署名方式

### システムパラメータ
- Hを暗号学的に安全なハッシュ関数とする。
- pを素数 p を法とする整数の乗法群{\displaystyle Z_{p}^{*}}上で離散対数問題が困難であるような大きな素数とする。
- gを{\displaystyle Z_{p}^{*}}のランダムな原始根とする。

これらのパラメータはユーザ間で共有される。

### 鍵生成
- 1 < x < p-1なる整数xをランダムに選ぶ。
- y = gx mod pを計算する。
- 公開鍵は (p, g, y)。
- 秘密鍵はxである。

### 署名生成
署名を付けたいメッセージをmとする。
- 0 < k < p-1かつgcd(k,p-1)=1となるkをランダムに選ぶ。
- gcd(k,p-1) を計算する際に拡張されたユークリッドの互除法を使用すれば、bk + c (p-1) = 1 を満たす整数 b,cも同時に得られる。この式を書き換えれば bk ≡ 1 (mod p-1) であり、b を k-1と置く(つまり、k-1 は剰余類環{\displaystyle Z_{p-1}} における 可逆元 k の逆元である)。
- r ≡ gk (mod p) を計算する。
- s ≡ (H(m) - x r) k-1 (mod p-1) を計算する。
- もしs=0であればkを選ぶところからやり直す(これは H(m) - x r が p-1 の倍数の場合に起こる非常なレアケースであり、k を変えることにより r が変わり、s が 0 でなくなる可能性が高い)。
- 整数の組 (r, s)がmに対する署名となる。

### 検証
メッセージ m と署名 (r, s) の検証は以下のように行われる。
- 0 < r < p かつ 0 < s < p - 1かどうかを確かめる。
- gH(m) ≡ yr rs (mod p)かどうかを確かめる。

もし両方を通れば受理する。そうでなければ拒否する。

### 完全性
署名者が正しく署名したメッセージと署名の組は必ず検証を通るという意味で、このアルゴリズムは完全である。
署名生成アルゴリズムより、
H(m) ≡ x r + s k (mod p-1)
が成立する。
フェルマーの小定理より、
gH(m) ≡ gxr gks (mod p)
が得られる。
右辺を計算すると、
gxr gks ≡ yr rs (mod p)
が成立する。

## 安全性
署名を偽造するには、
- 署名者の秘密鍵xを求める
- H(m) ≡ H(M) (mod p-1)が成立する(m, M)を得る

が必要であると思われる。両者とも難しいと思われている問題である。
1984年の提案ではHは使われていないため、存在的偽造が可能である。
署名者は毎回kをランダムに選ぶ必要がある。また、kの情報を部分的にでも漏らしてはいけない。
そうでない場合、攻撃者が秘密鍵xを得ることが簡単になり、現実的な時間でxが得られるかも知れない。
特に、二つの別々のメッセージに同じ乱数kで署名を行った場合、攻撃者は直接xを得ることが可能になる。